# Brücken in Weimar
Vierzehn Brücken überqueren die Ilm in Weimar. Diese haben unterschiedliche Bedeutung bzw. Aufgaben. Sie unterscheiden sich nicht nur in der Größe, der Konstruktion und dem verbauten Material voneinander, sondern auch in der Aufgabe. So gibt es Parkbrücken wie im Park an der Ilm bzw. im Tiefurt, Straßenbrücken und Eisenbahnbrücken. Auch Häuser können über Brücken miteinander verbunden sein. Die nachfolgende Aufstellung erhebt keinen Anspruch auf Vollständigkeit. Auch als Kunstobjekt ohne Funktion treten sie in Erscheinung. 

## Brücken über die Ilm
- Der älteste erhaltene Ilmübergang ist die Kegelbrücke, während der jüngste die 1946 eröffnete Friedensbrücke ist.
- Im Ilmtal in Richtung Tiefurt am Webicht befindet sich das Ilmviadukt (oder auch Sechsbogenbrücke). Diese 1876 eingeweihte Eisenbahnbrücke ist mit 155 m Gesamtlänge die größte in Weimar und ist aus Kalksteinen erbaut.
- Eine Brücke führt vom Kirschberg (Weimar) über die Ilm ins Tal hinein, die auch Hundewiesenbrücke genannt wird. Diese wurde aus Stahl errichtet und hat einen Holzbohlenbelag. Sie dient dort der Überquerung der Ilm ausschließlich durch Fußgänger und Radfahrer.
- Im Park an der Ilm befindet sich mit der 1833 errichteten Hängebrücke der kleinste Ilmübergang. Sie gilt als die älteste Hängebrücke Deutschlands.
- Im Park an der Ilm gab es am Römischen Haus eine Englische Bogenbrücke und eine über den Floßgraben. Anstelle der Floßbrücke befindet die sog. Naturbrücke. An dieser Stelle hatte sich 1878 Christiane Henriette Sophie von Laßberg ertränkt. Weiterhin gibt es in diesem Park die sog. Dux-Brücke und die Sternbrücke. Die Sternbrücke als Verbindung zwischen dem Weimarer Stadtschloss und der Leibnizallee hat ihre Verlängerung mit der  Brücke am Horn.
- In Tiefurt gibt es eine Zweibogenbrücke. Im Schlosspark gibt es die Salonbrücke oder Gelbe Brücke und die Schafbrücke.

Weiter flussabwärts überqueren die Brücke am Wehr Oberweimar an der Pappelallee, die Steinbrücke Oberweimar und die Ehringsdorfer Brücke die Ilm. Die Oberweimarer Steinbrücke und die Ehringsdorfer Brücke sind Zweibogenbrücken aus Travertin.

Brücken über die Ilm
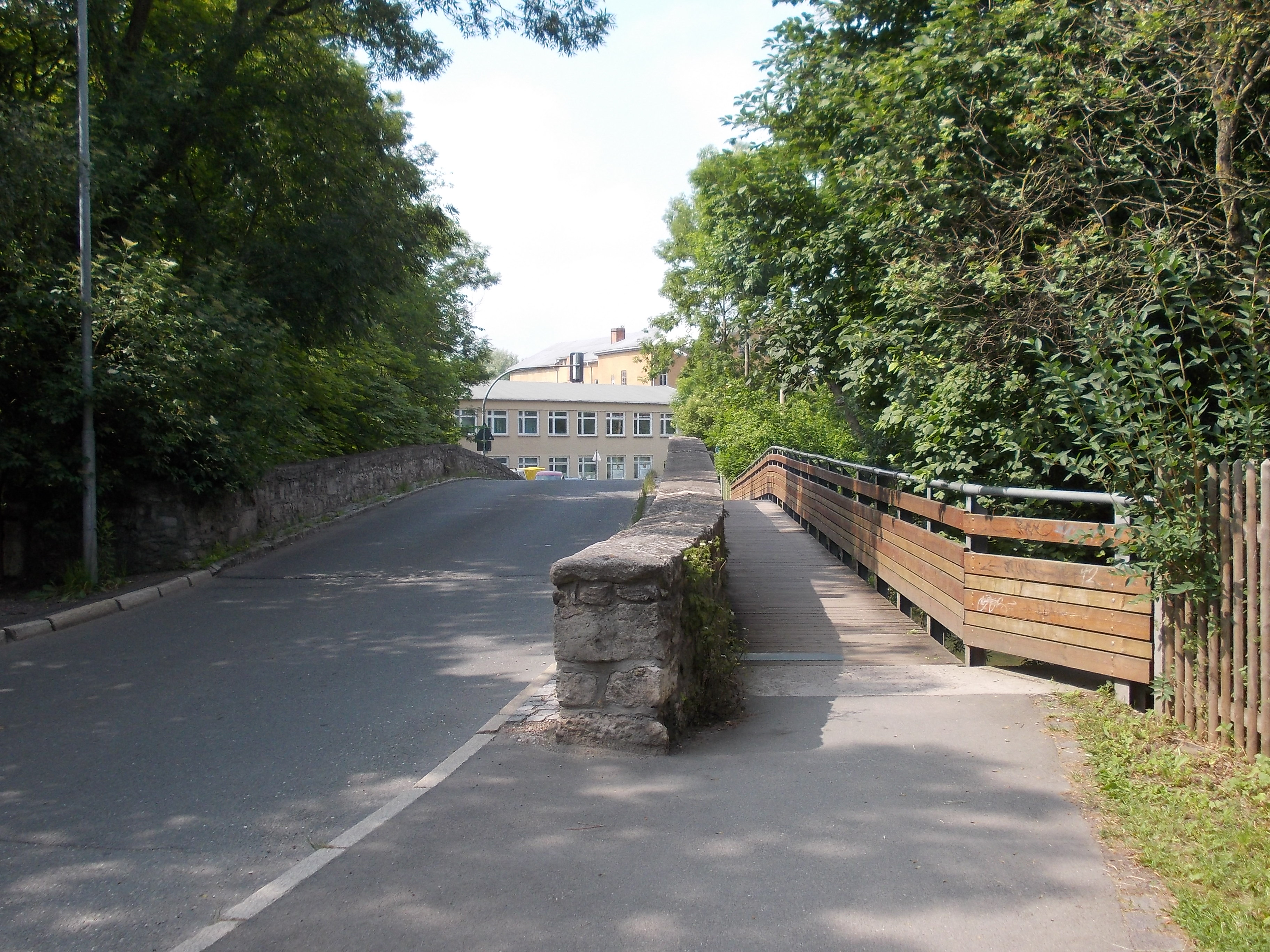
Steinbrücke in Oberweimar
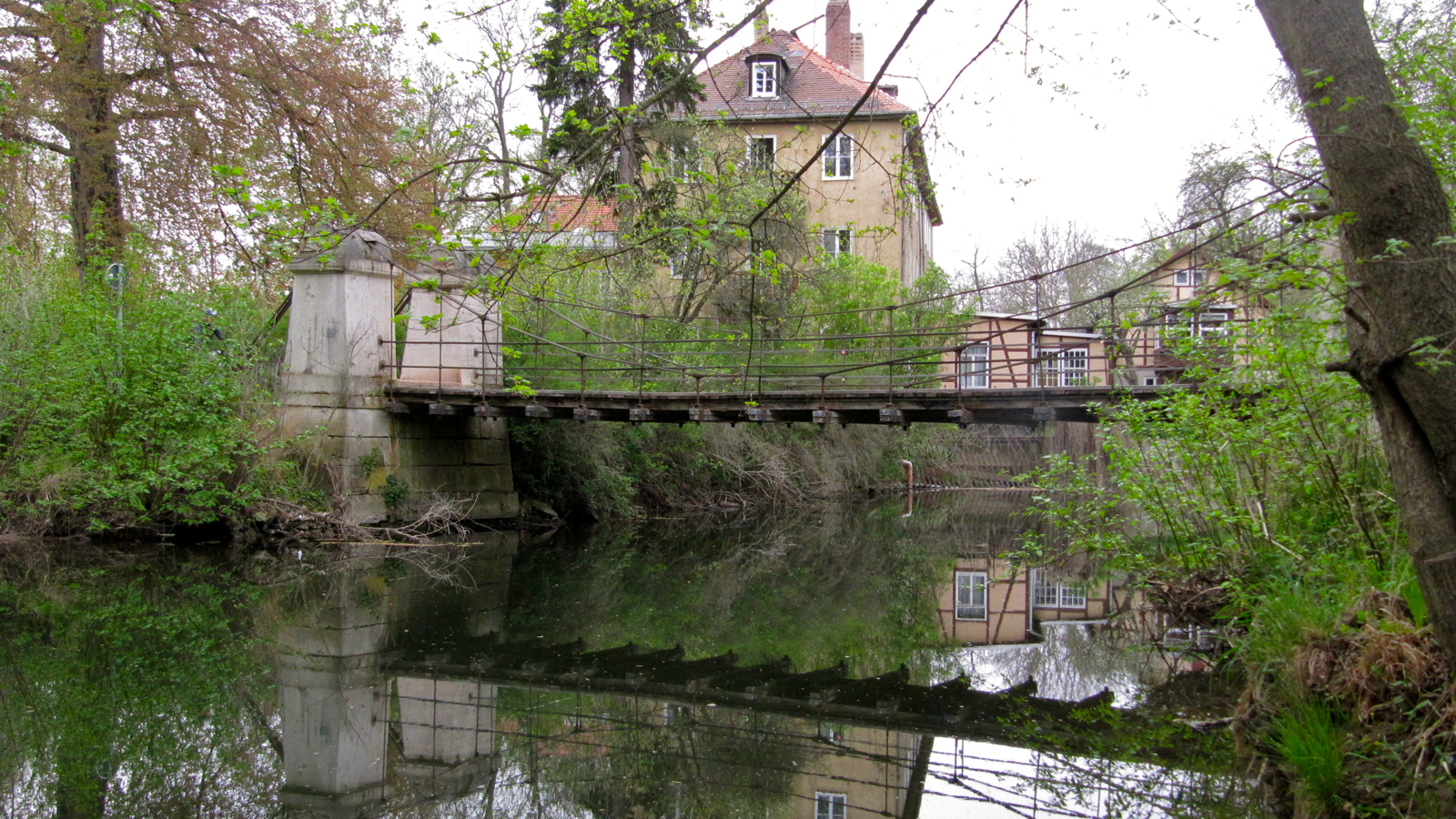
Hängebrücke über die Ilm in Weimar, 2012
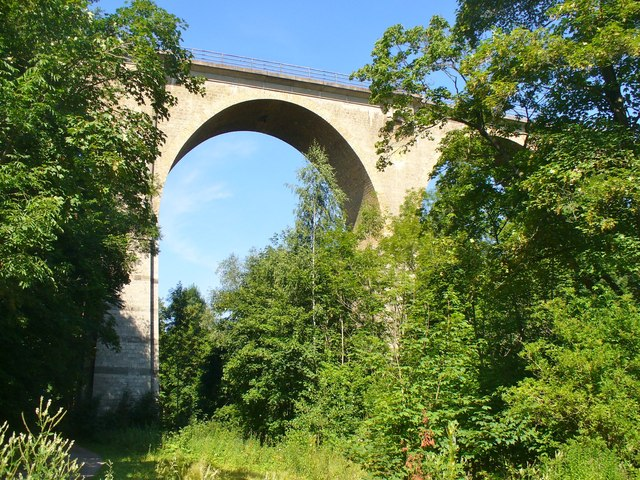
Die Sechsbogenbrücke
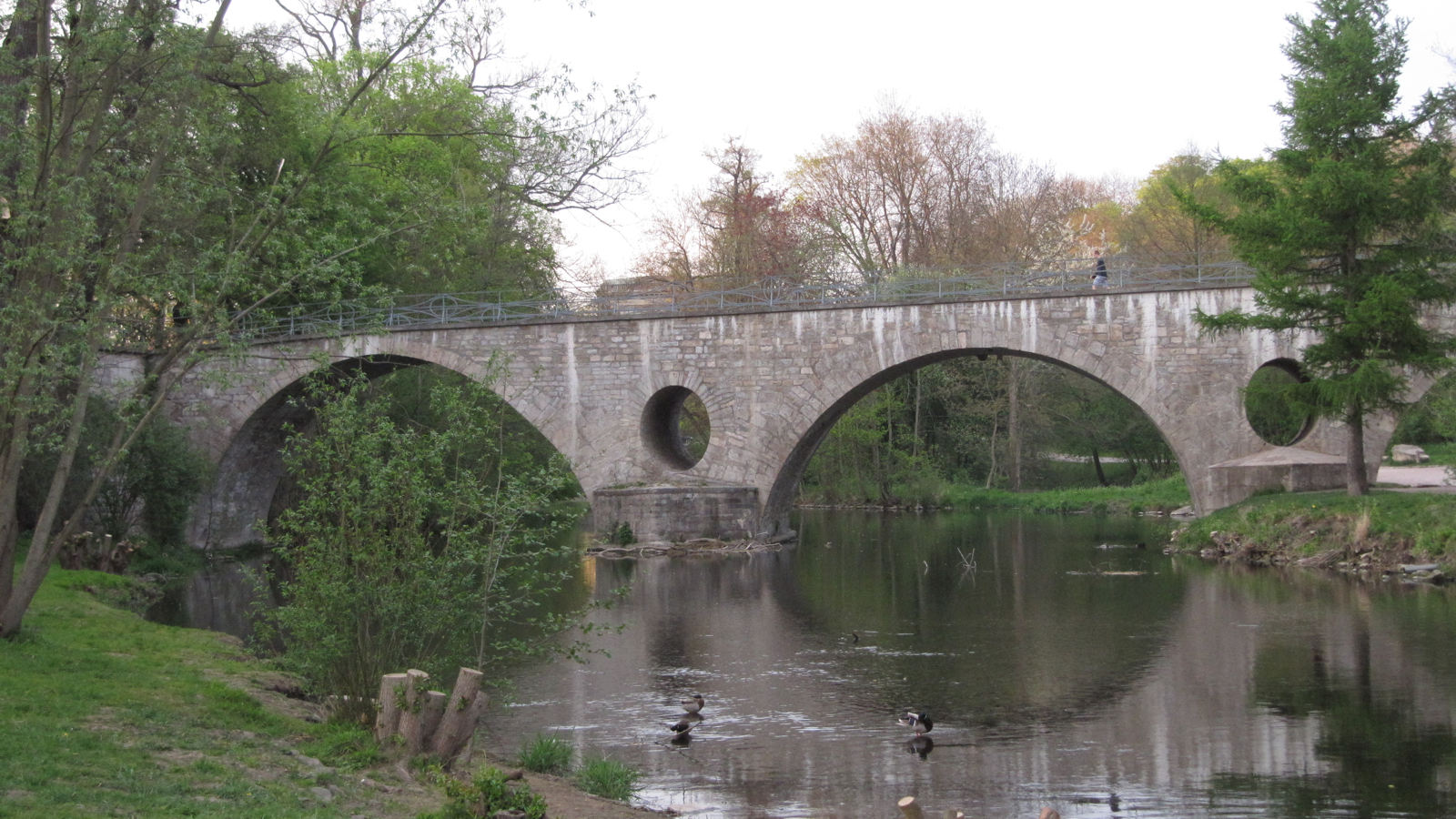
Sternbrücke mit Ilm, 2012
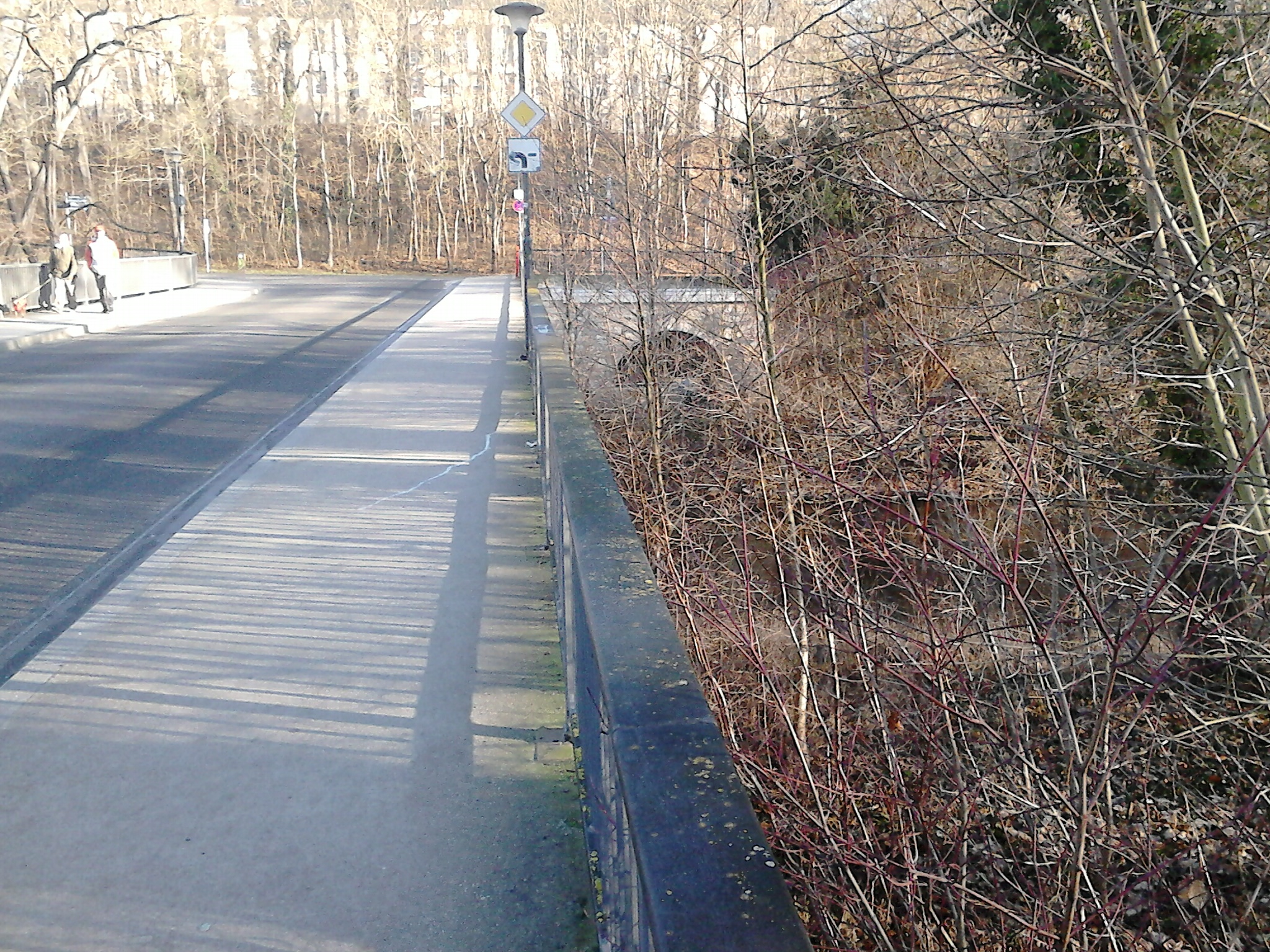
Kegelbrücke mit Neuerem Kegeltor im Zustand Januar 2020
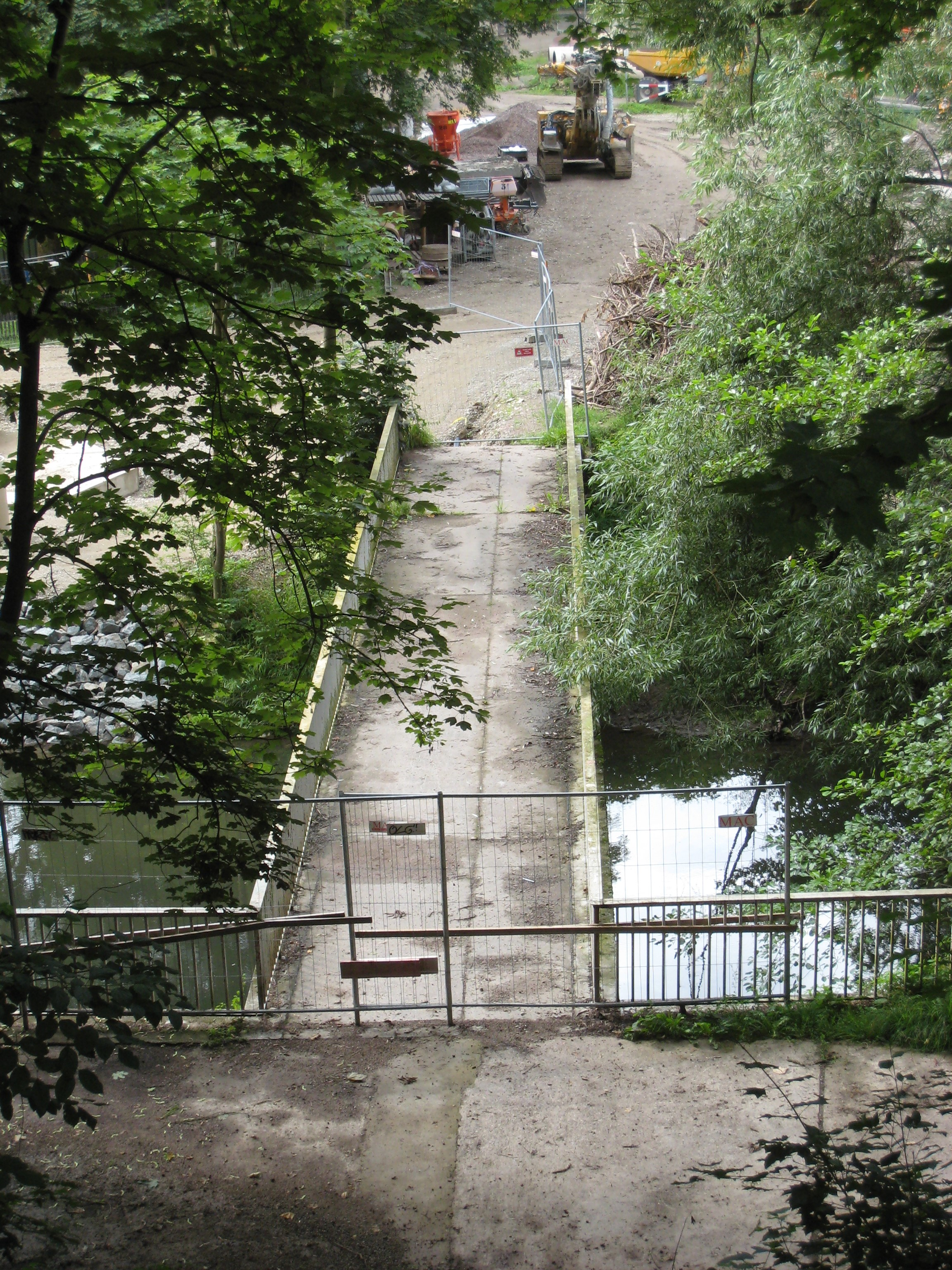
Hundewiesenbrücke
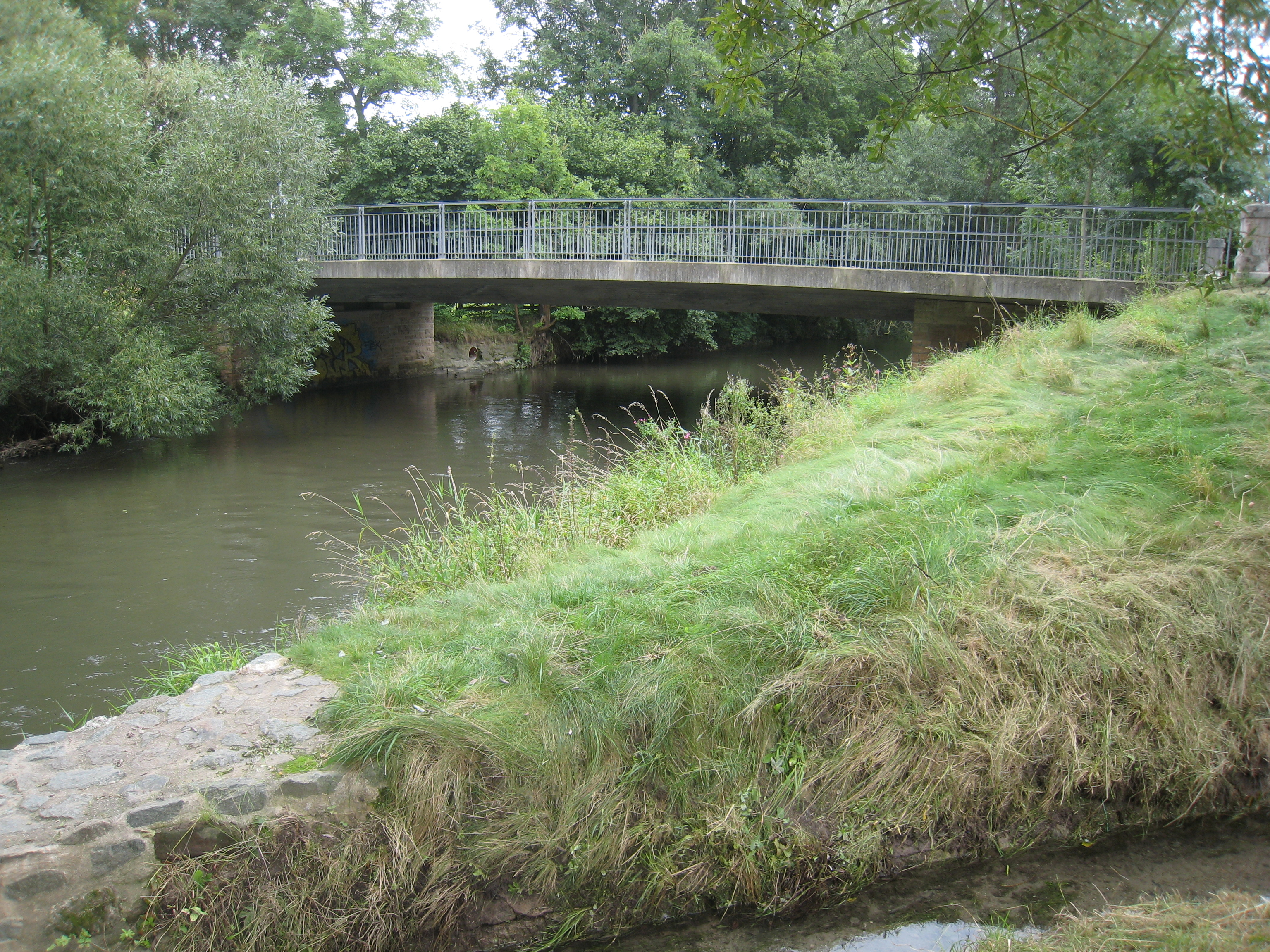
Ehringsdorfer Brücke
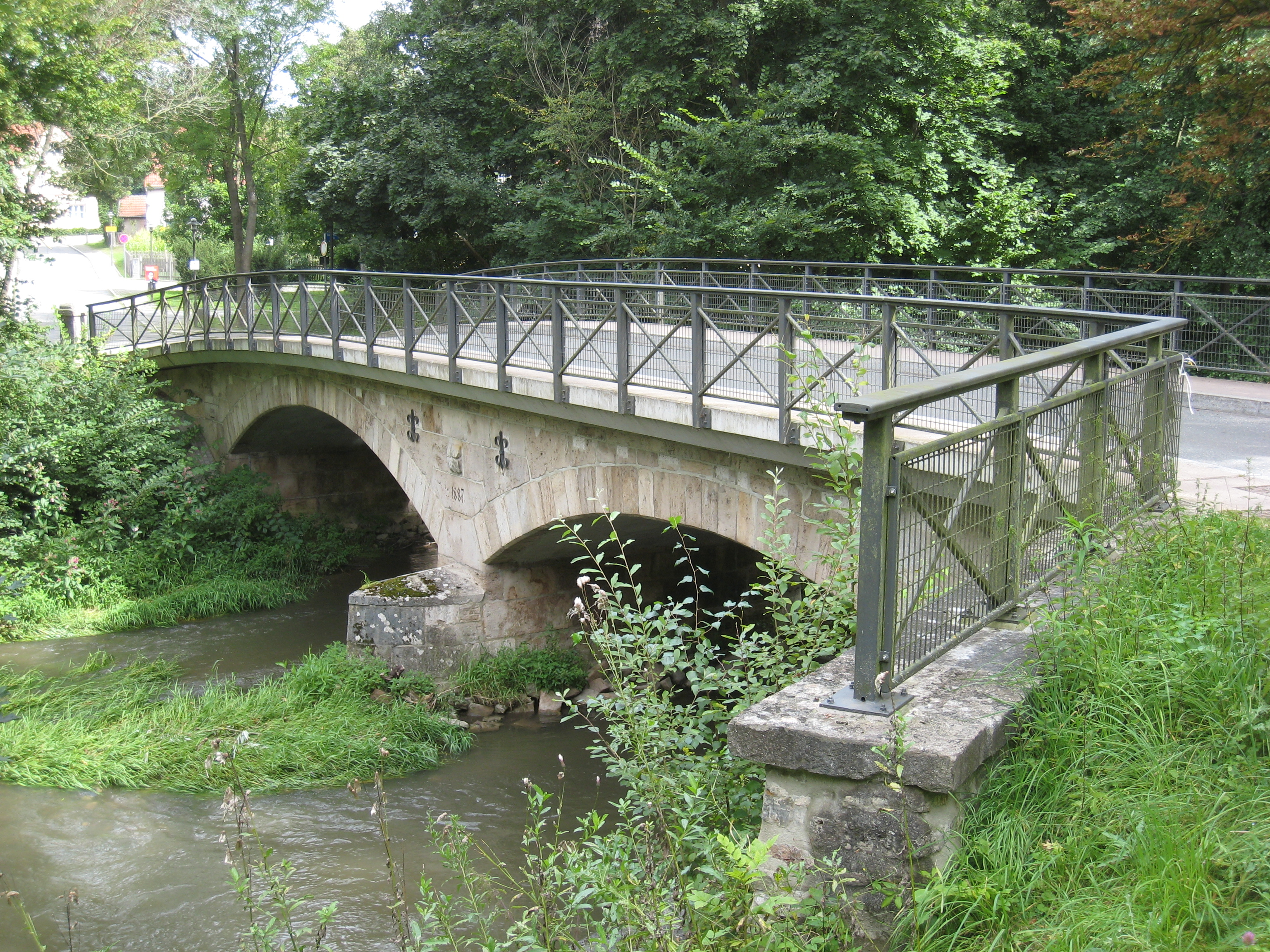
Tiefurter Brücke
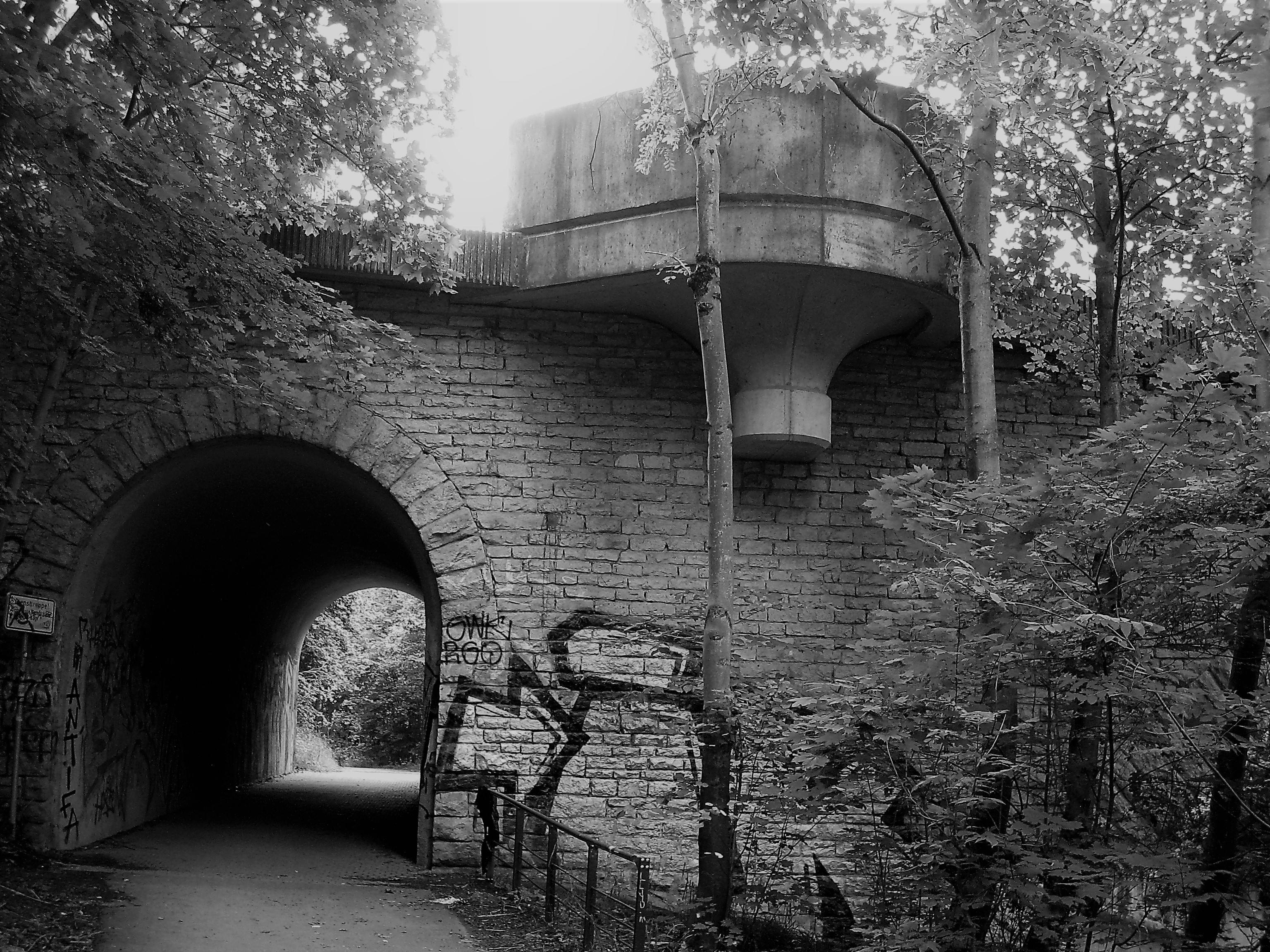
Friedensbrücke

## Weitere Brücken in Weimar (Auswahl)
- Im Jahre 1937 verschwand der seit 1880 über das Asbachtal führende Asbach-Viadukt mitsamt dem Tal für den Bau des Gauforums.
- Unweit vom Bahnhof Weimar überqueren Eisenbahnbrücken die Ettersburger Straße  und die Buttelstedter Straße.
- Im Park an der Ilm überquert eine Brücke den Schützengraben nahe seiner Mündung in die Ilm. Die hat das Monogramm CA für Carl August und die Jahreszahl 1824. Diese Brücke ist im Ilmpark die einzige, die die Ilm nicht überquert, wenn man von eher einem Steg an der Leutraquelle einmal absieht.
- Ein Gebäude, das für die Polizei Stadtwache (Markt 13) dient[2], ist in der Kollegiengasse durch einen Brückenübergang mit dem Roten Schloss nahe dem vor dem Gelben Schloss verbunden.
- Südlich des Berkaer Bahnhof führt in der Mardersteigstraße ein Steg über den Lottenbach.
- Über die Eduard-Rosenthal-Straße in Richtung Tiefurt führt eine Eisenbahnbrücke. Unweit dieser Brücke trägt eine Straße den Namen Am Viadukt. Dieser Name dürfte sich auf die Sechsbogenbrücke beziehen, die davon ebenfalls nicht weit entfernt ist.
- Im Schlosspark von Belvedere befindet sich die sog."Große Grotte", die im Stile der Romantik als künstliche Ruine gestaltet ist und auf dem oberen Plateau bzw. dem Altan von einer über einen Bogen geführte Brücke zu erreichen ist. Im Innern der Grotte befindet sich ein Wandbrunnen. siehe: Große Grotte (Weimar)
- Verkehrstechnisch bedeutsam ist auch der am der Eisenbahnstrecke Erfurt-Weimar gelegene Viadukt Gaberndorf.

Weitere Brücken in Weimar
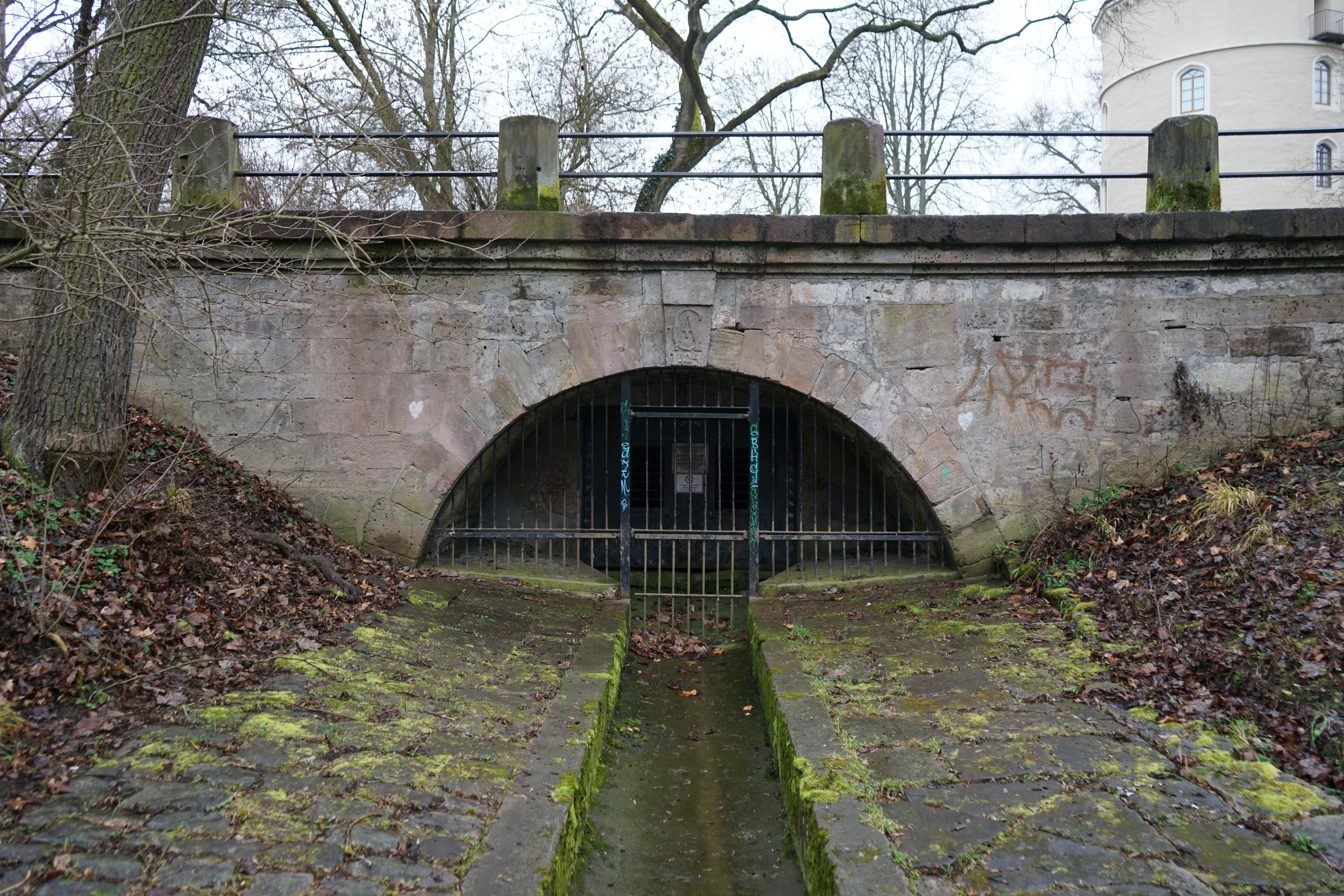
Mündung des Schützengrabens in die Ilm
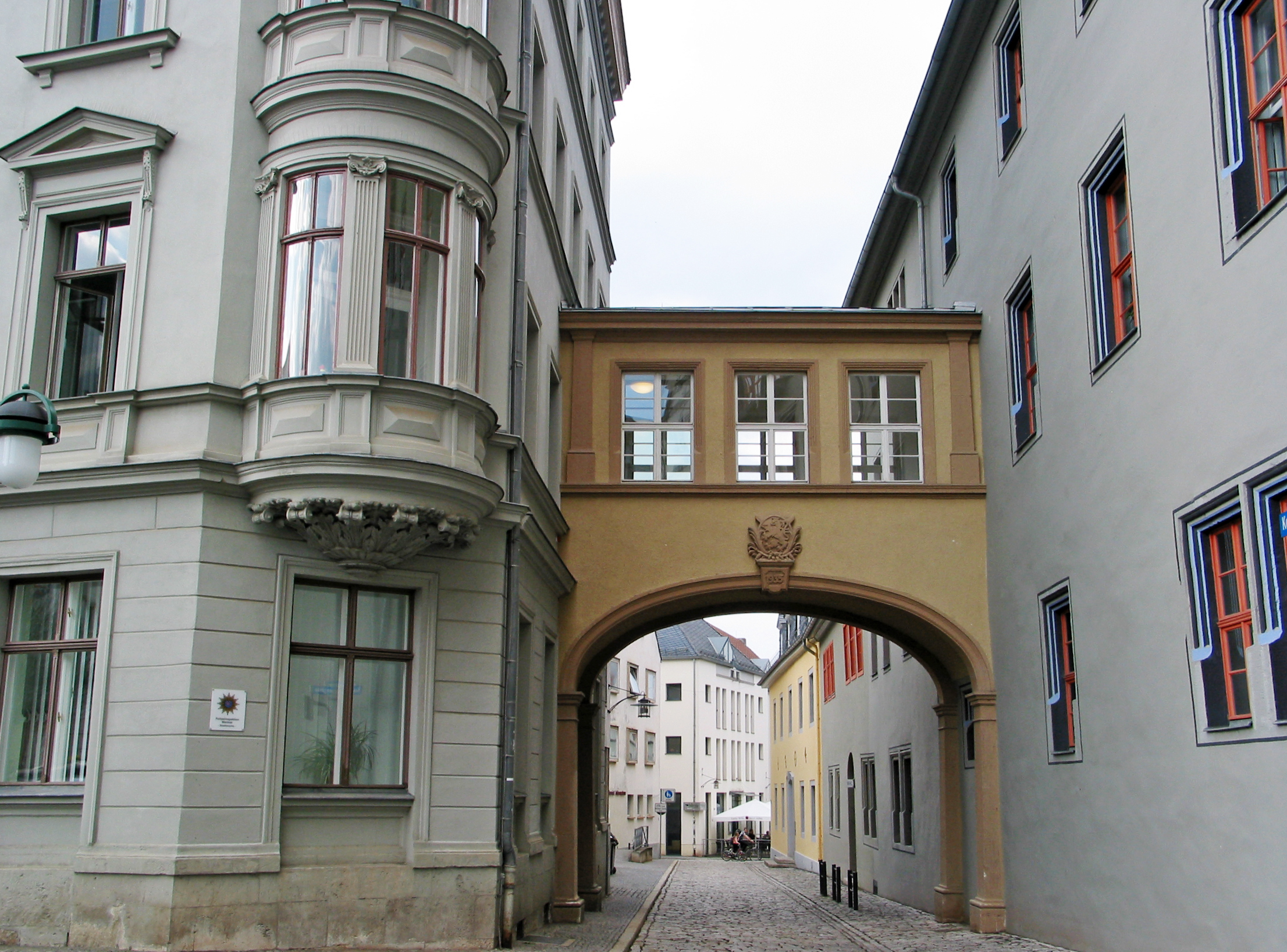
Kollegiengasse mit Brücke zum Roten Schloss
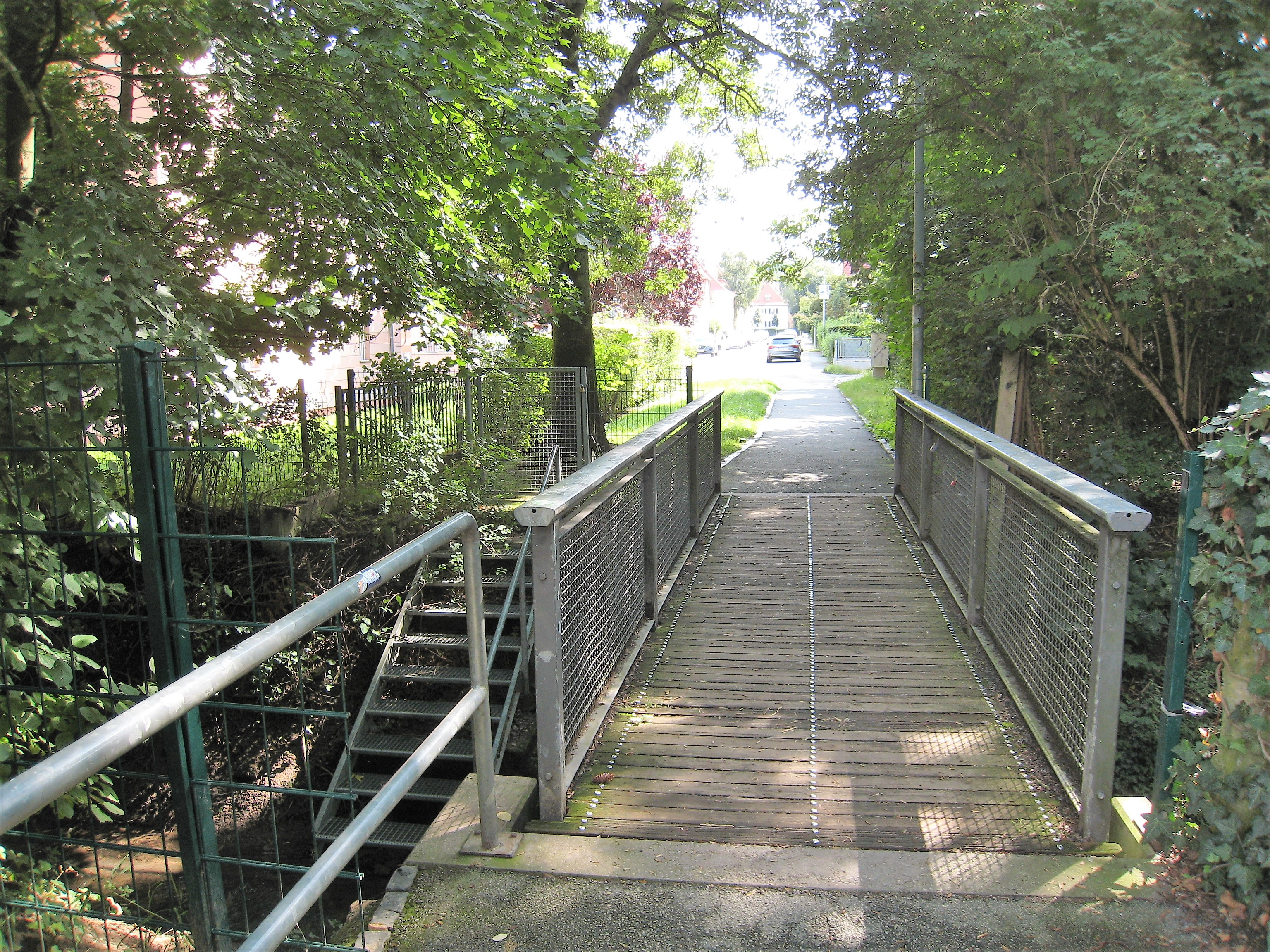
Steg über den Lottenbach in der Martersteigstraße
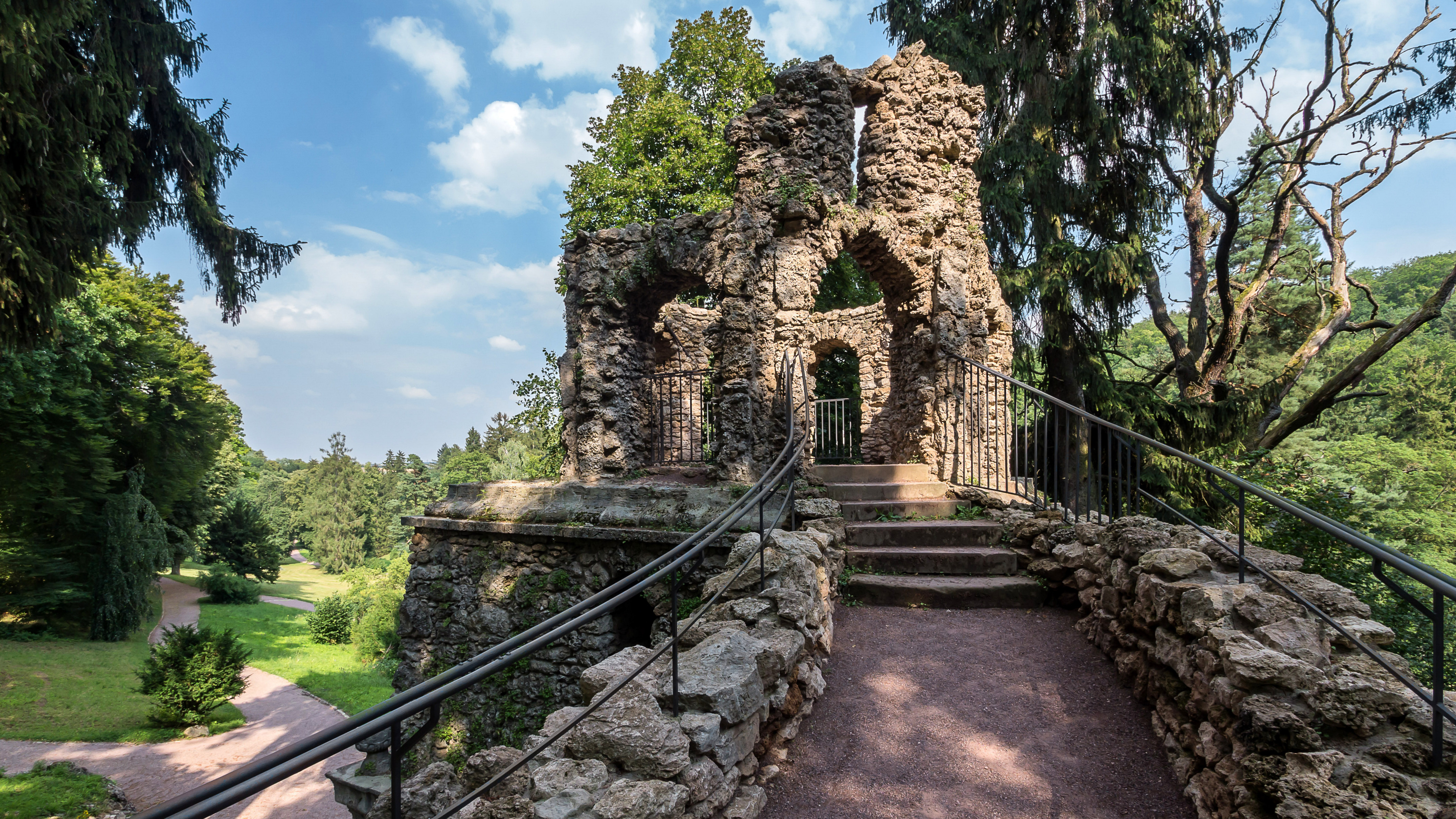
Brücke an der Großen Grotte in Belvedere
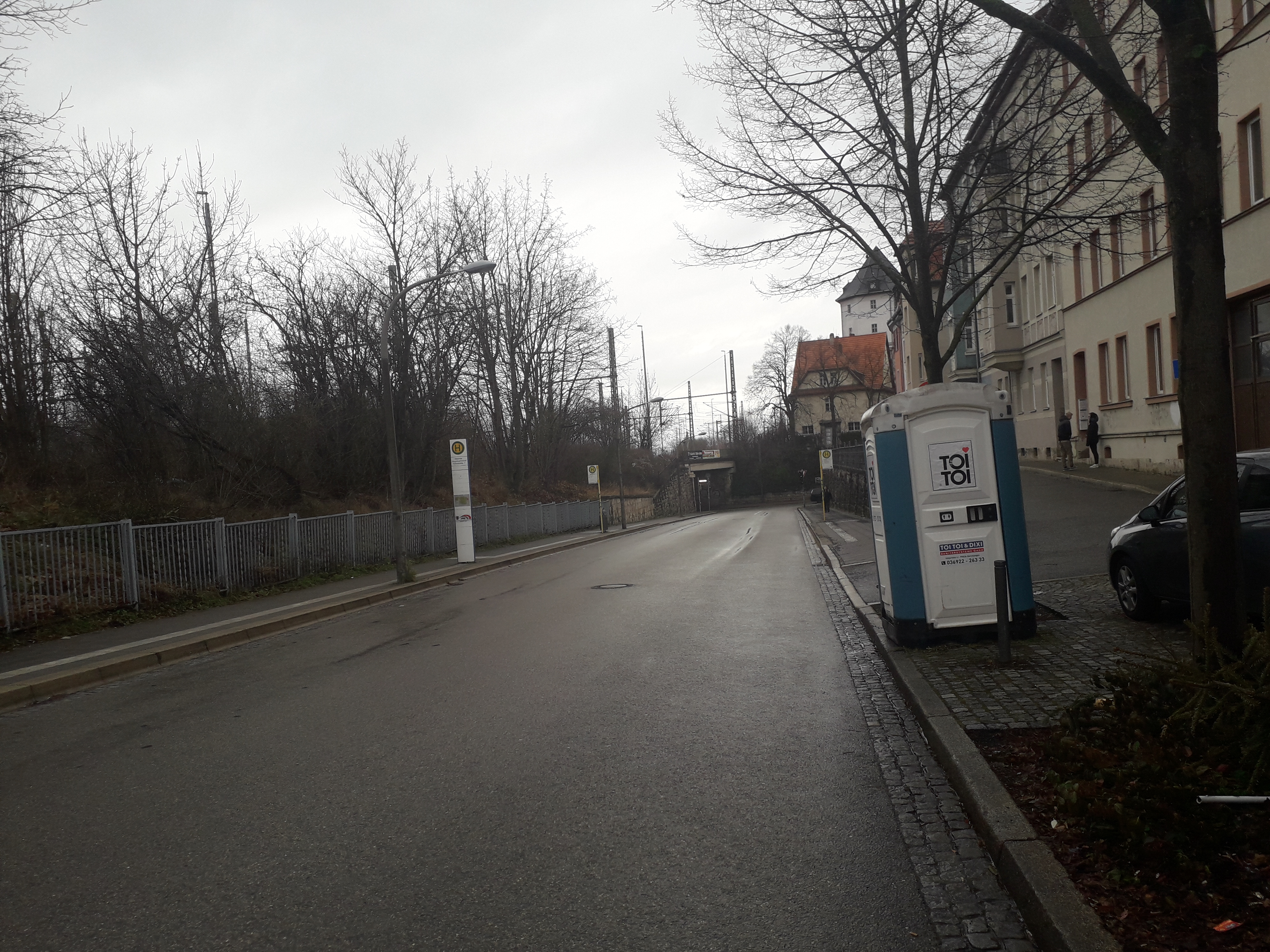
Eisenbahnbrücke zur Buttelstedter Straße
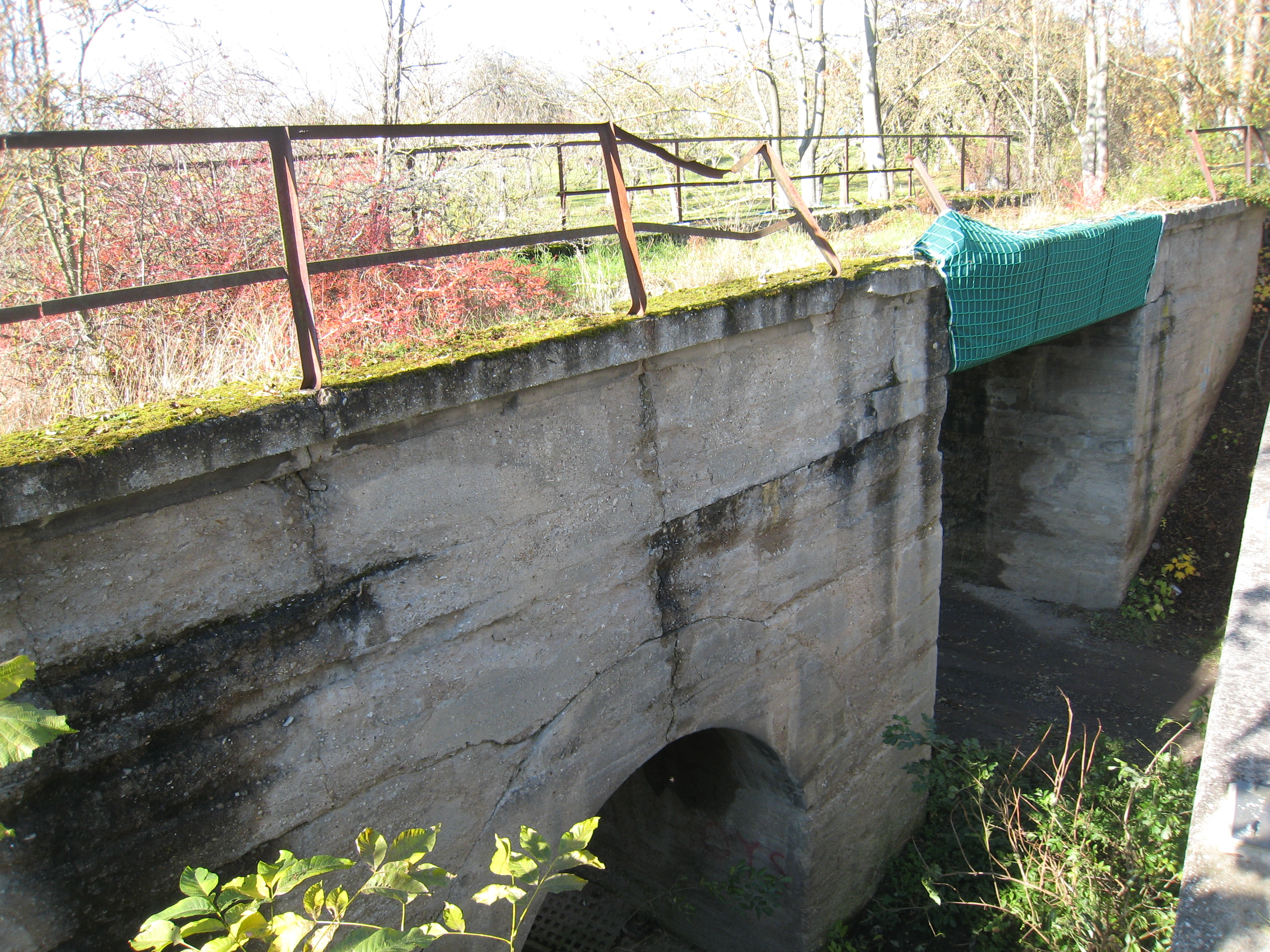
Eisenbahnbrücke Dürrer Bach bei Tiefurt

## Brücken in Weimar als künstlerisches Motiv
- Brücke über Sand von Walter Sachs auf  dem Buchenwaldplatz Diese Installation ist rein symbolisch  und ästhetisch gemeint und hat keine sonstige Aufgabe.